# Platni promet
Platni promet (engl. payments system, njem. Zahlungsverkehr) predstavlja sva plaćanja između pravnih i fizičkih osoba učinjena sa svrhom podmirenja novčanih dugova, odnosno naplate novčanih tražbina. Manjim dijelom je gotovinski, a najvećim dijelom obavlja se knjižnim prijenosom novčanih svota od dužnika vjerovniku.

## Tuzemni i međunarodni platni promet
Domaći (tuzemni) platni promet obuhvaća sustav plaćanja između fizičkih i pravnih osoba istoga državnog područja. Platni promet uobičajeno obavljaju banke, žirocentrale, klirinške institucije, pošte i štedionice.
Međunarodni (inozemni) platni promet je između rezidenata različitih zemalja, s različitim valutnim, carinskim i pravnim sustavima, pri čemu se jedna valuta pretvara u drugu.

## Razvoj platnog prometa u Hrvatskoj
Nakon 1962. u Hrvatskoj (kao i u cijeloj bivšoj Jugoslaviji) su poduzeća obvezatno vodila svoja dinarska sredstva kod Službe društvenog knjigovodstva (SDK) koja ih je evidentirala kao depozite pojedinih banaka – depozitora s kojima su poduzeća prethodno sklopila ugovor. U skladu s tim, domaći platni promet za sve pravne osobe organizirao je i obavljao SDK, a godine 1993. ova institucija je transformirana u Zavod za platni promet (ZAP) s tim da su u obavljanje unutarnjog platnog prometa uključene i banke i štedne depozitne institucije.
Godine 2002. ZAP se preustrojava u Financijsku agenciju (FINA). Uloga FINA-e je obavljanje transakcija u platnom prometu, prijevozom gotova novca, pružanjem poslovnih informacija i elektroničkih servisa. FINA je u međuvremenu postala jedna od najvećih hrvatskih tvrtki.

## Središnja uloga HNB-a u platnom prometu
Regulativa i nadzor nad sustavom platnog prometa u Hrvatskoj je u nadležnosti Hrvatske narodne banke. Zakonom o platnom prometu uređuju se temeljna pitanja platnog prometa u zemlji, a Hrvatska narodna banka donosi podzakonske propise kojima se regulira njihova provedba.
Nositelji su poslova platnog prometa Hrvatska narodna banka i banke. Nedepozitne institucije mogu, na temelju ugovora, poslove platnog prometa obavljati samo u ime i za račun depozitnih institucija.
Hrvatska narodna banka vodi račune banaka i račune Republike Hrvatske te obavlja platni promet po tim računima, a banke vode račune poslovnih subjekata i građana i obavljaju platni promet po tim računima. Banka sa sjedištem u Republici Hrvatskoj dužna je otvoriti račun u Hrvatskoj narodnoj banci.
Hrvatska narodna banka propisuje i nadzire sustave za obračun međubankovnih platnih transakcija te načine namire na računima banaka na osnovi plaćanja izvršenih preko međubankovnih sustava. Hrvatska narodna banka izdaje odobrenje za rad međubankovnih platnih sustava, određuje sudionike i plaćanja koja se izvršavaju preko njih, te utvrđuje odnosno odobrava naknadu za plaćanja izvršena posredovanjem međubankovnih platnih sustava. Hrvatska narodna banka može biti vlasnik međubankovnih platnih sustava.

## Poveznice
- Hrvatska narodna banka
- Središnja banka
- Financijska agencija (FINA)

## Vanjske poveznice
- Leksikon bankarstva - limun.hr
- Hrvatska narodna banka
- Hrvatska udruga banaka